# 사랑의 인사
사랑의 인사(프랑스어: Salut d'amour, 작품번호 12)는 영국의 작곡가 에드워드 엘가가 작곡한 악곡이다.

## 개요
1888년에 캐롤라인 앨리스 로버츠와의 약혼 기념으로 준 곡으로, 엘가의 작품 중에서는 초기의 것이다. 타이틀은 당초, 독일어를 자랑으로 여기고 있던 앨리스를 위해서 “Liebesgruss”(의미는 같다)로 명명되었지만, 출판에 임하여 출판사에게 프랑스어로 변경이 구해져 “Salut d'amour”로 한 것이다. 덧붙여 영어 타이틀은 "Love's Greeting"라고 한다. 악보의 매출은 호조였지만, 엘가에는 수 파운드의 수입 밖에 얻어지지 않았다.
원래 엘가의 피아노의 학생인 앨리스는 8세 차이 (당시 39세)이며, 종교의 차이 (엘가는 가톨릭, 앨리스는 개신교)나, 당시는 아직 무명의 작곡가와 육군 소장의 딸이라는 신분 격차로부터, 앨리스의 친족은 2명의 사이를 인정하지 않았기 때문에, 반대를 무릅쓴 결혼이었다.
엘가는 피아노 독주용, 피아노와 바이올린용, 소편성의 관현악 등 몇 개의 판을 남겼지만, 전체적으로 연주는 평이하다. 그 밖에도 각종의 편곡이 이루어져 엘가의 작품 중에서 하행진곡 '위풍당당 행진곡' 제 1번이나 제 4번에 줄서 유명한 부류에 들어간다. 우아한 악상이 폭넓은 지지를 모으고 있다.
마장조 (다만 첼로판은 라장조. 또한 편곡 시에는 자주 조옮김된다), 4분의 2박자의 당김음으로 완만하게 시작되어, 유명한 선율이 나타난다. 중간부는 사장조의 간명인 전개. 곧바로 마장조 주제가 재현해, 코다로 다소 교양이 있게 종결한다.
이사벨라 롱의 '선고 후첨', 양승림의 '경축'은 이 곡이 원이 되고 있다.